# Шепель (заказник)
Ше́пель — загальнозоологічний заказник місцевого значення в Україні. Розташований у межах Луцького району Волинської області, біля сіл Шепель, Заболотці та Усичі.
Площа 232,35 га. Статус надано згідно з розпорядженням облдержадміністрації № 132 від 26.05.1992 року. Перебуває у віданні: Шепельська сільська рада, Буянівська сільська рада.
Статус надано для збереження цінний природного комплексу в долині річки Серна. Територія заказника охоплює стави, ділянки заплавних боліт і лук, чагарники, а також 15 природних джерел. Місце мешкання та розмноження водоплавних та водолюбних птахів, численних видів риб, земноводних, ссавців. З рідкісних видів трапляються видра річкова, лунь польовий, занесені до Червоної книги України.

## Галерея

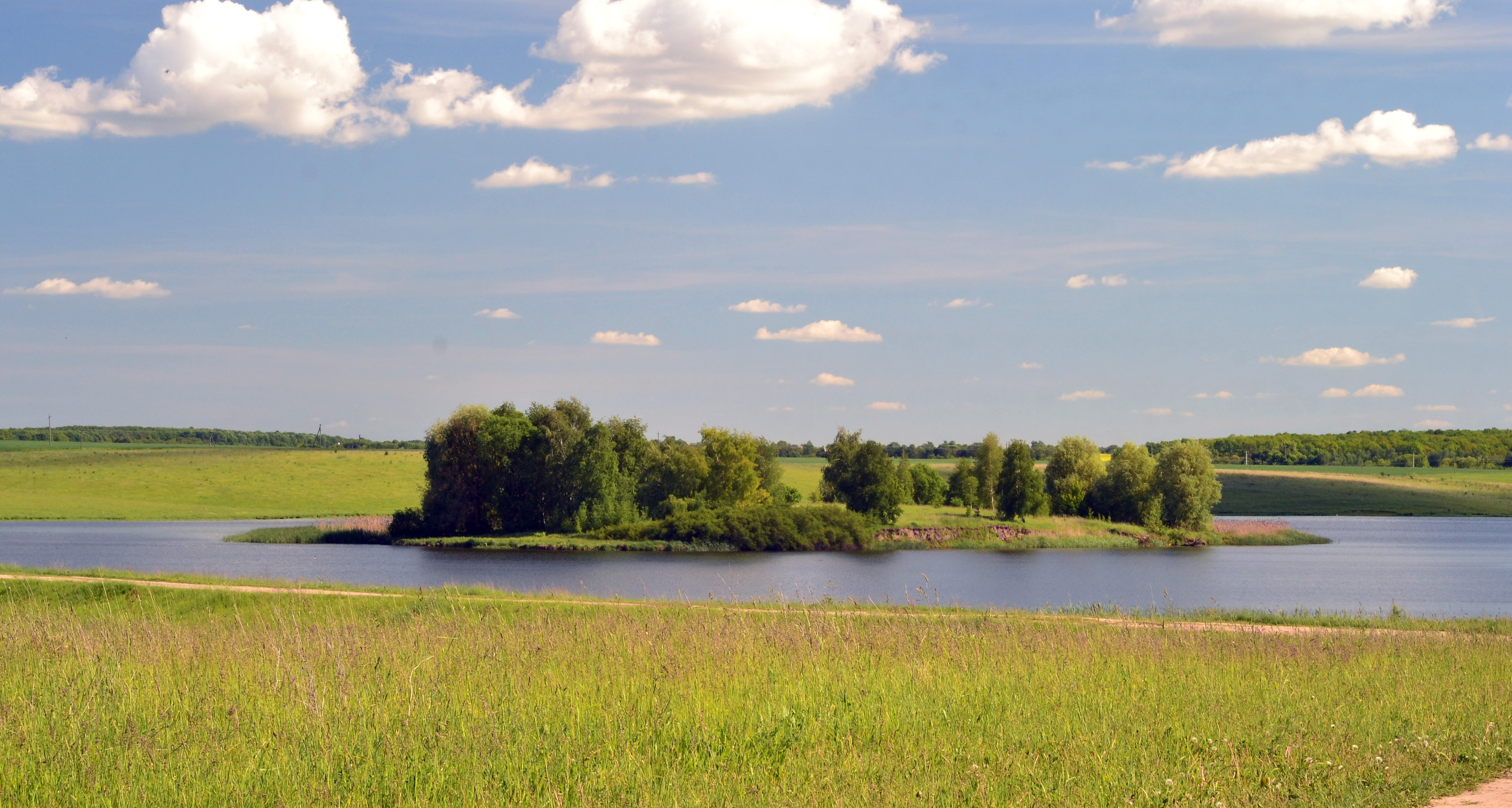
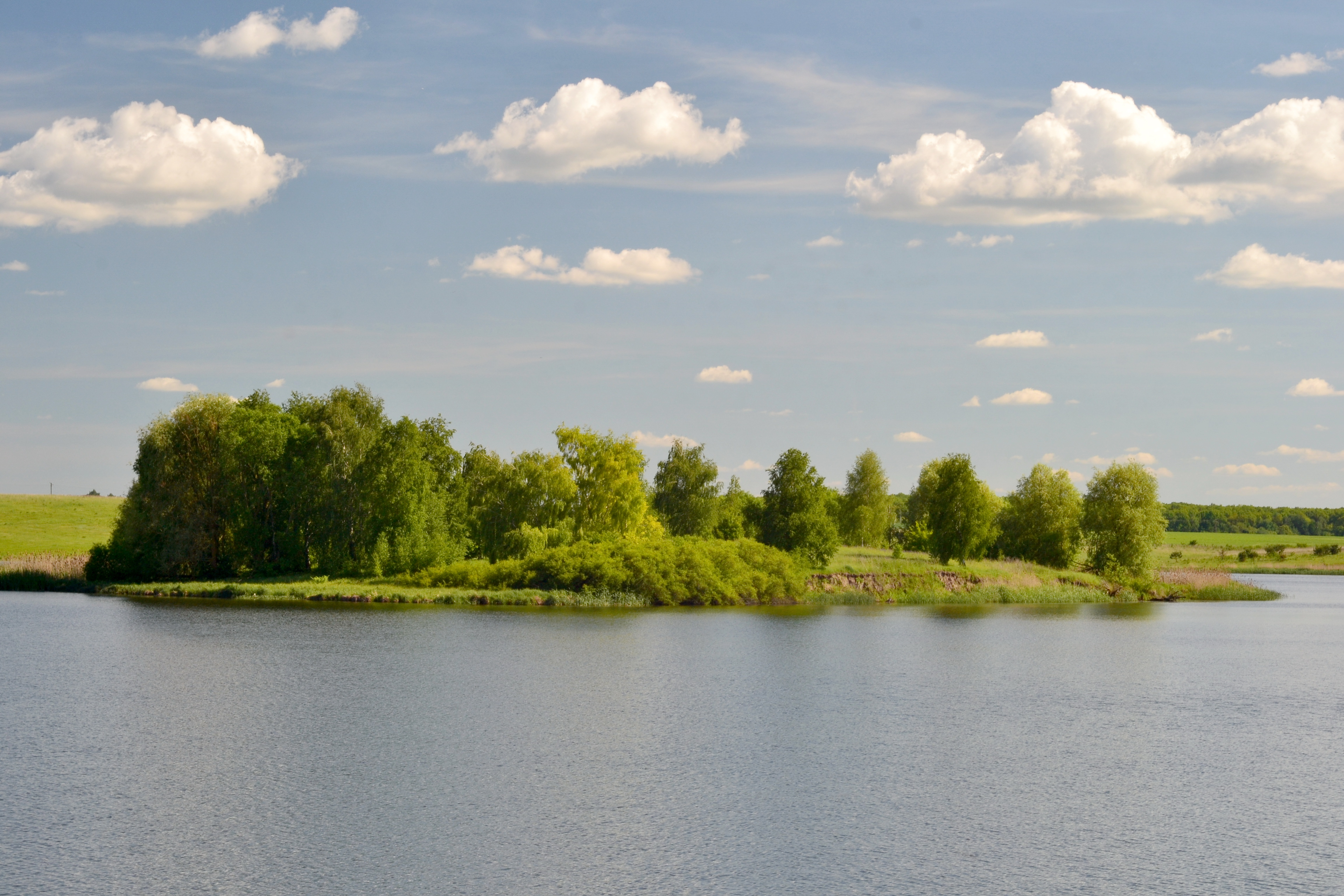
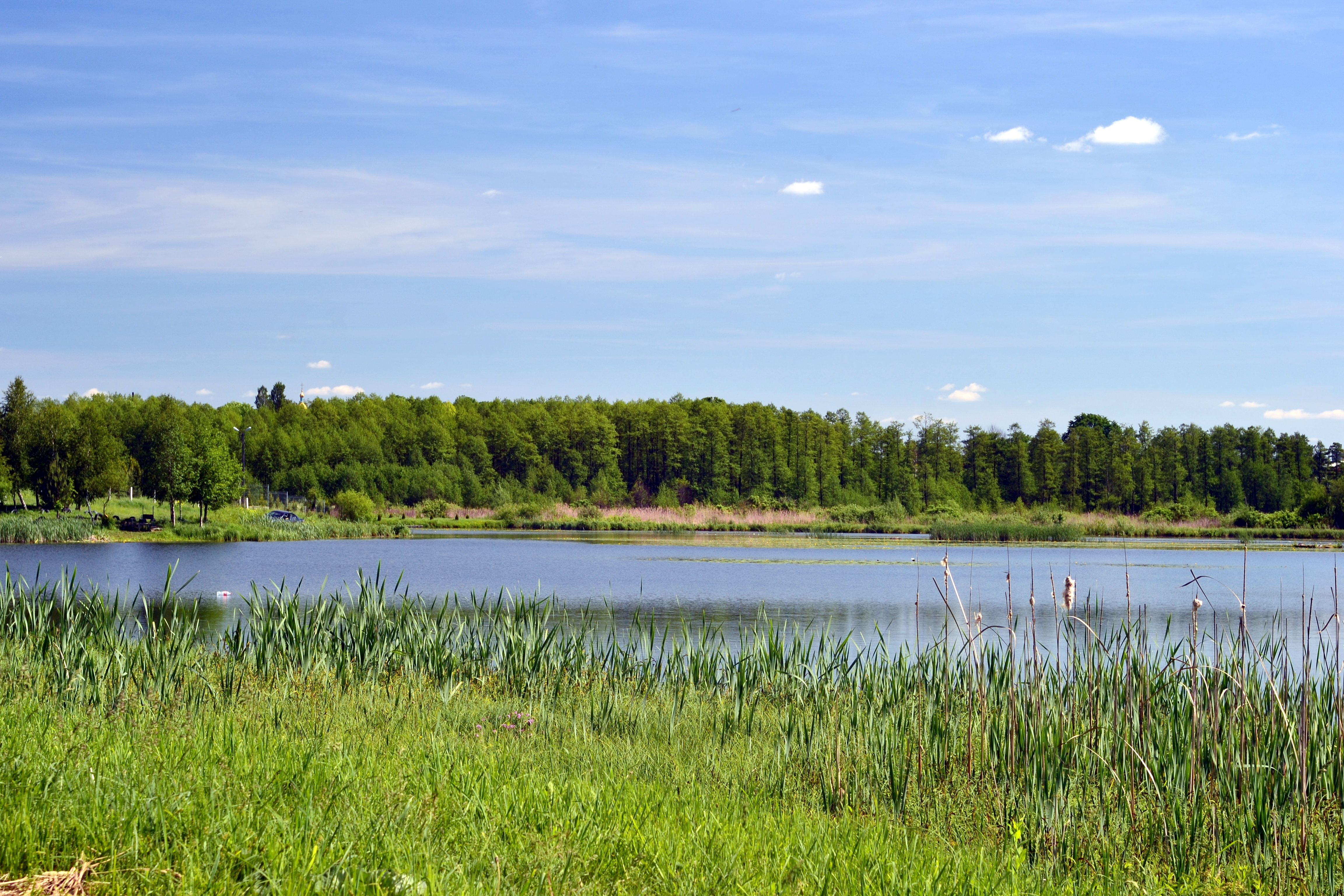
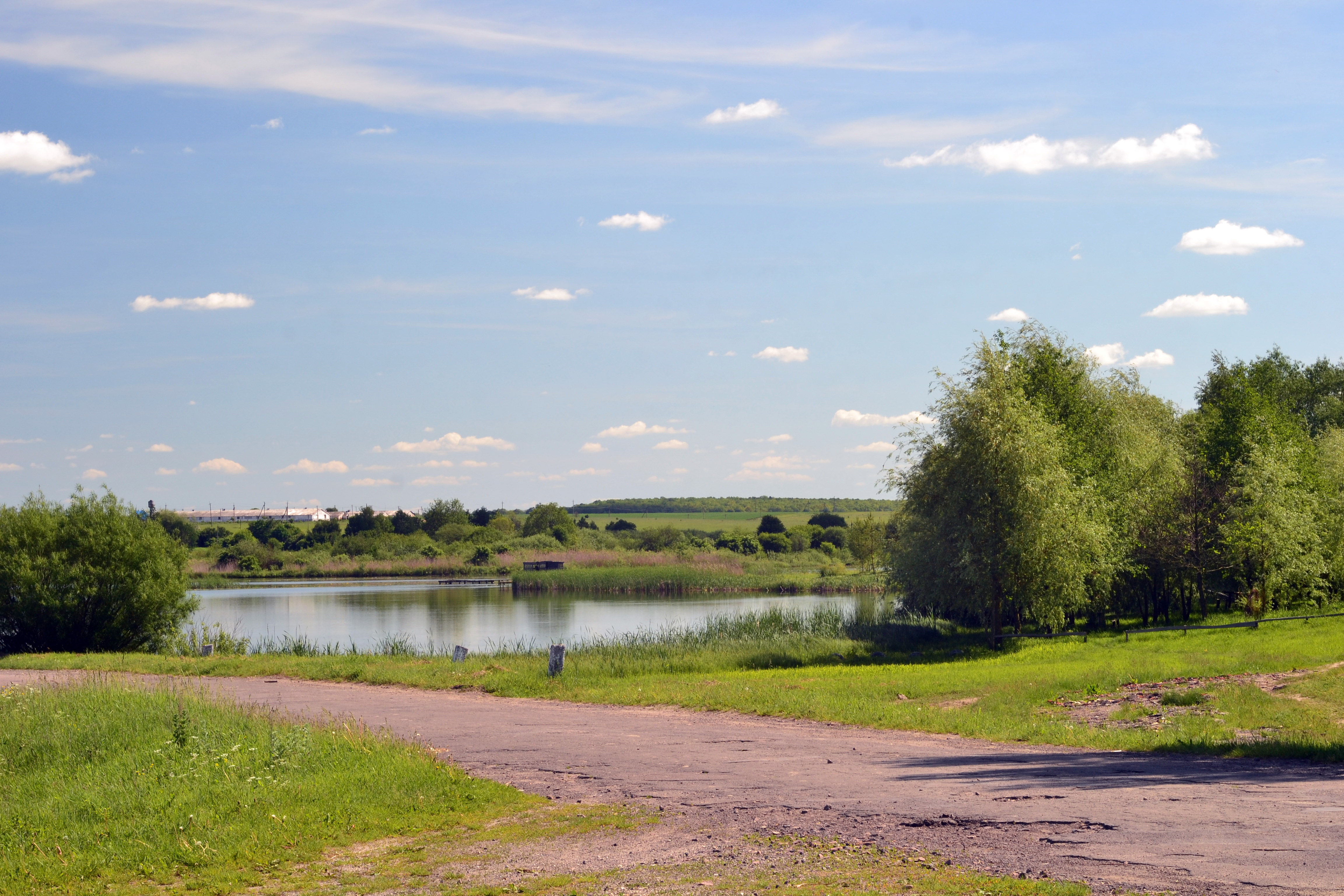
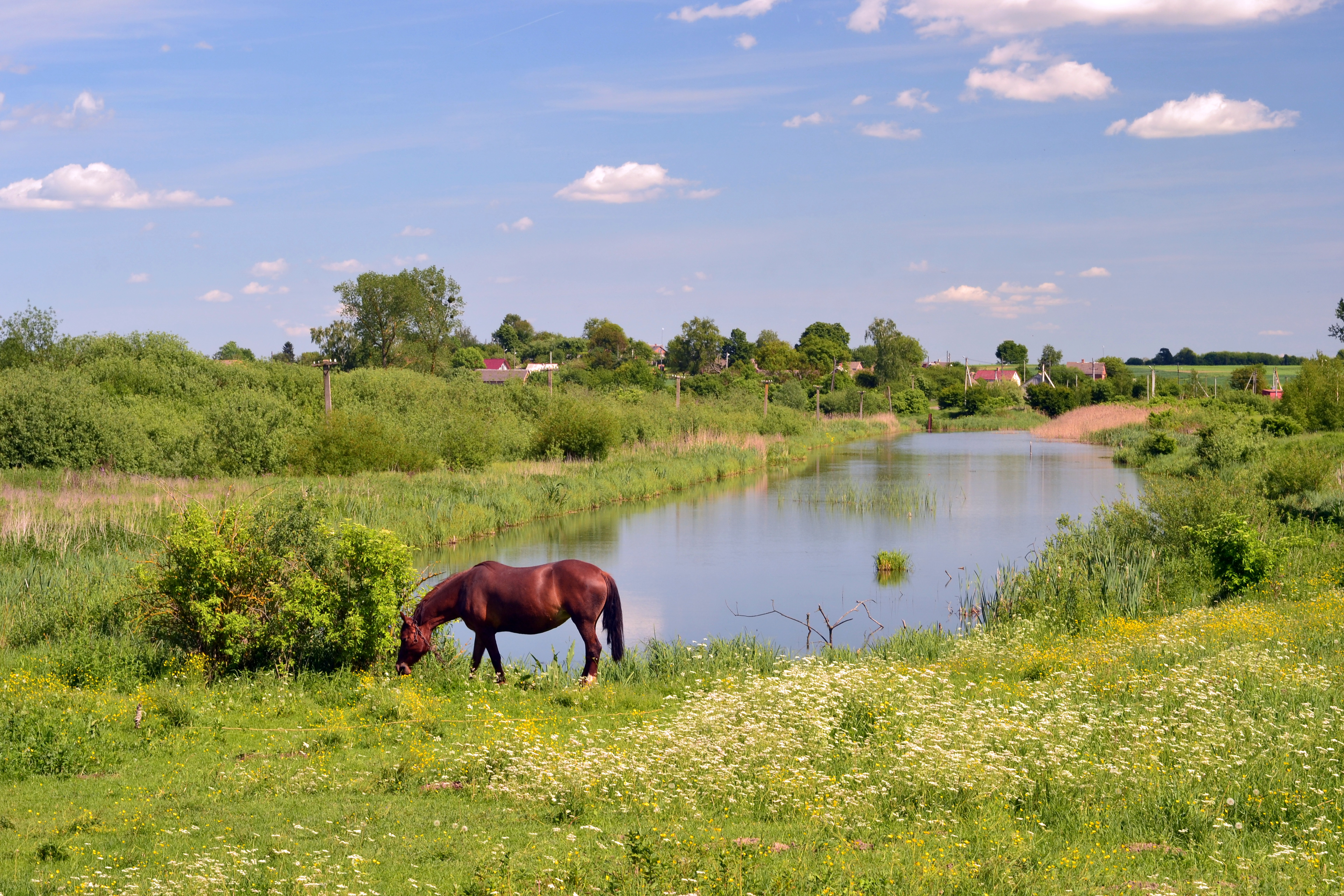
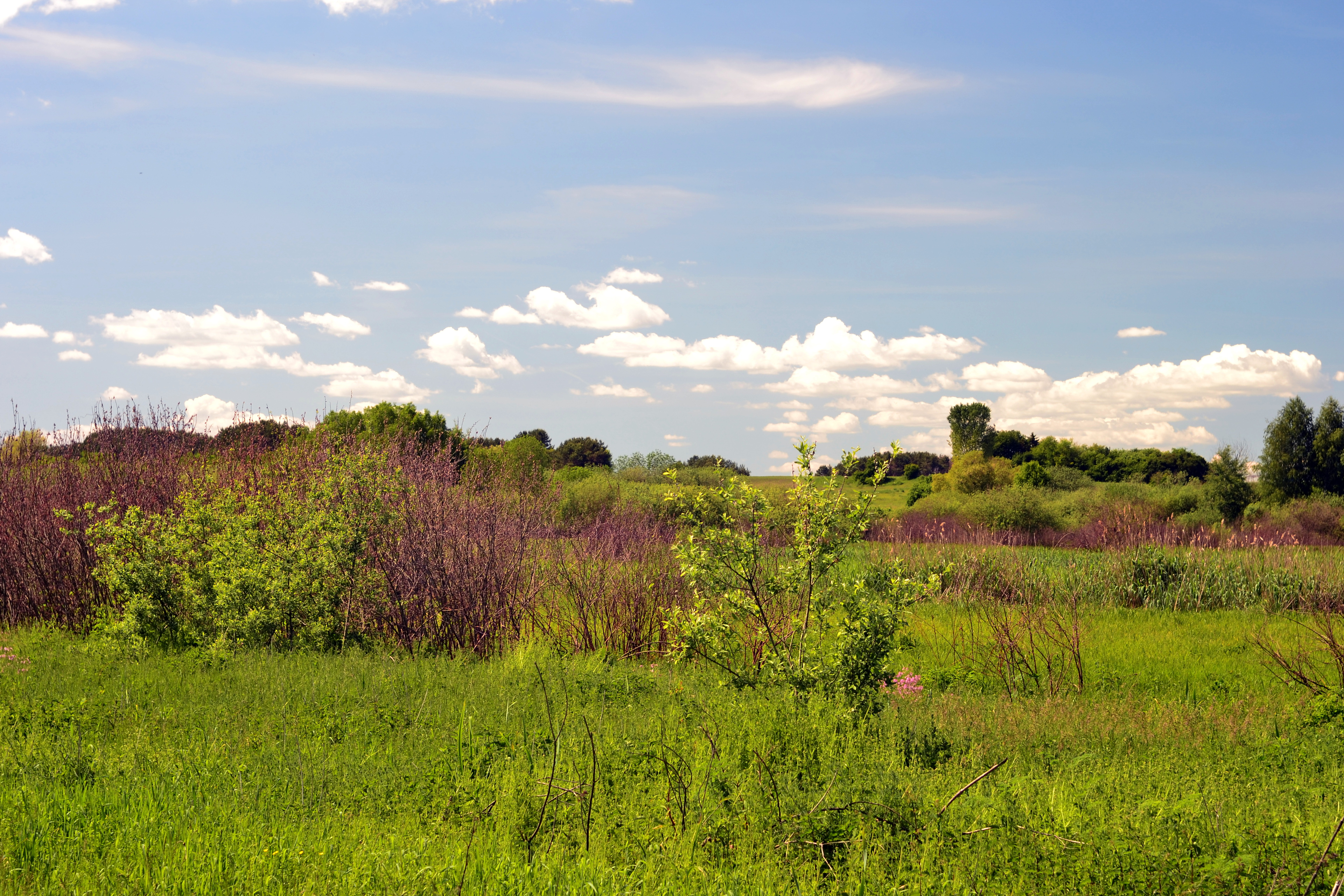
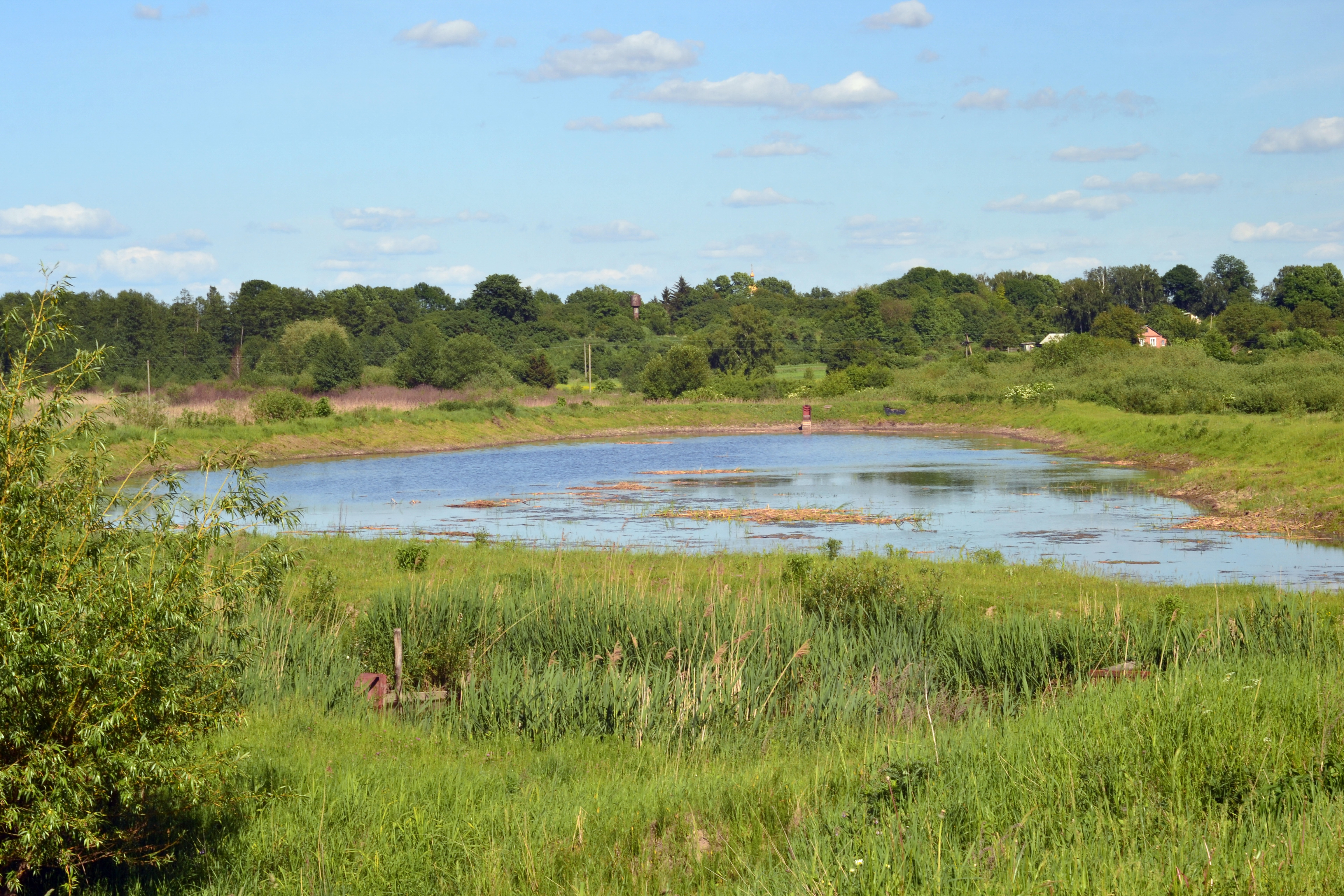
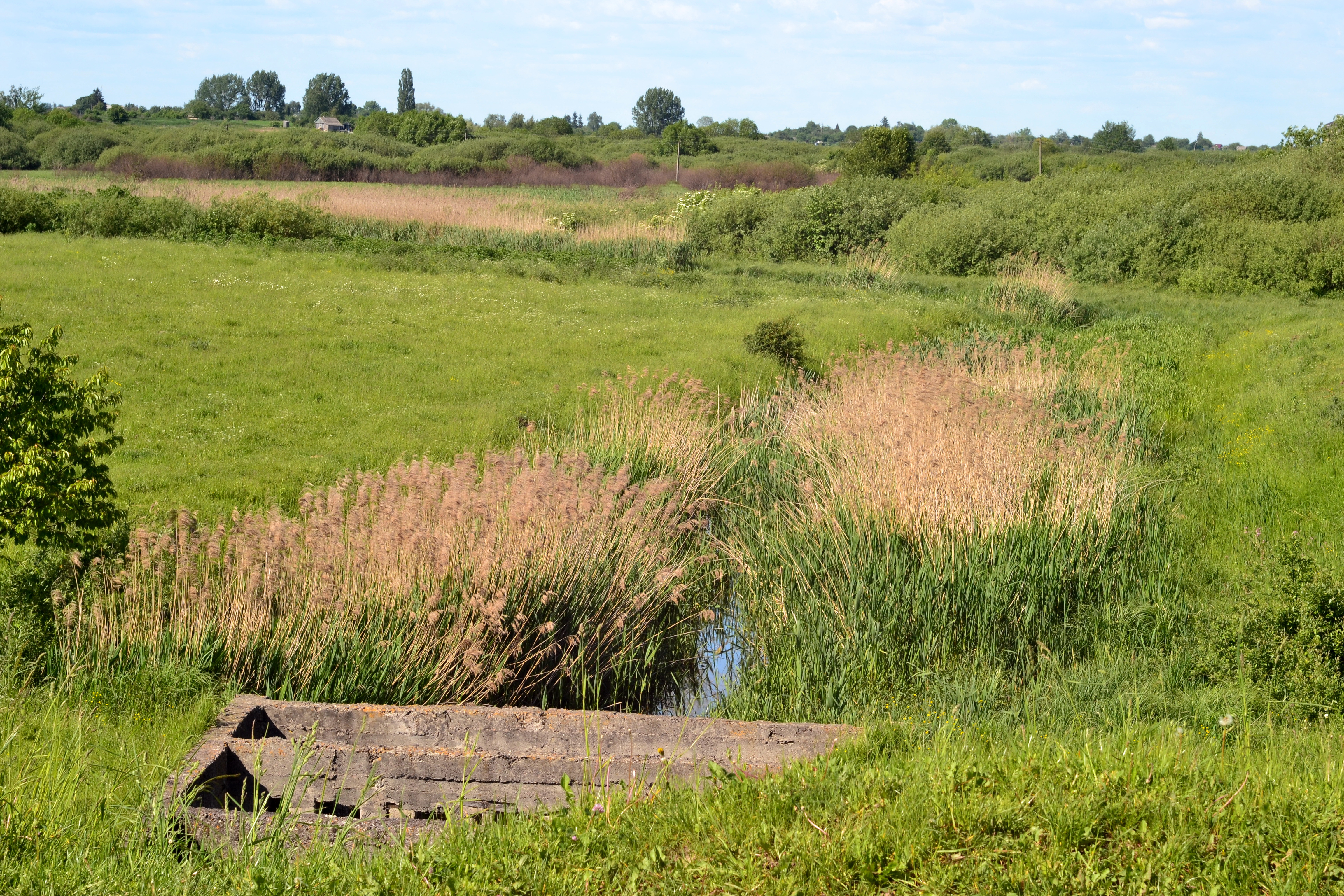
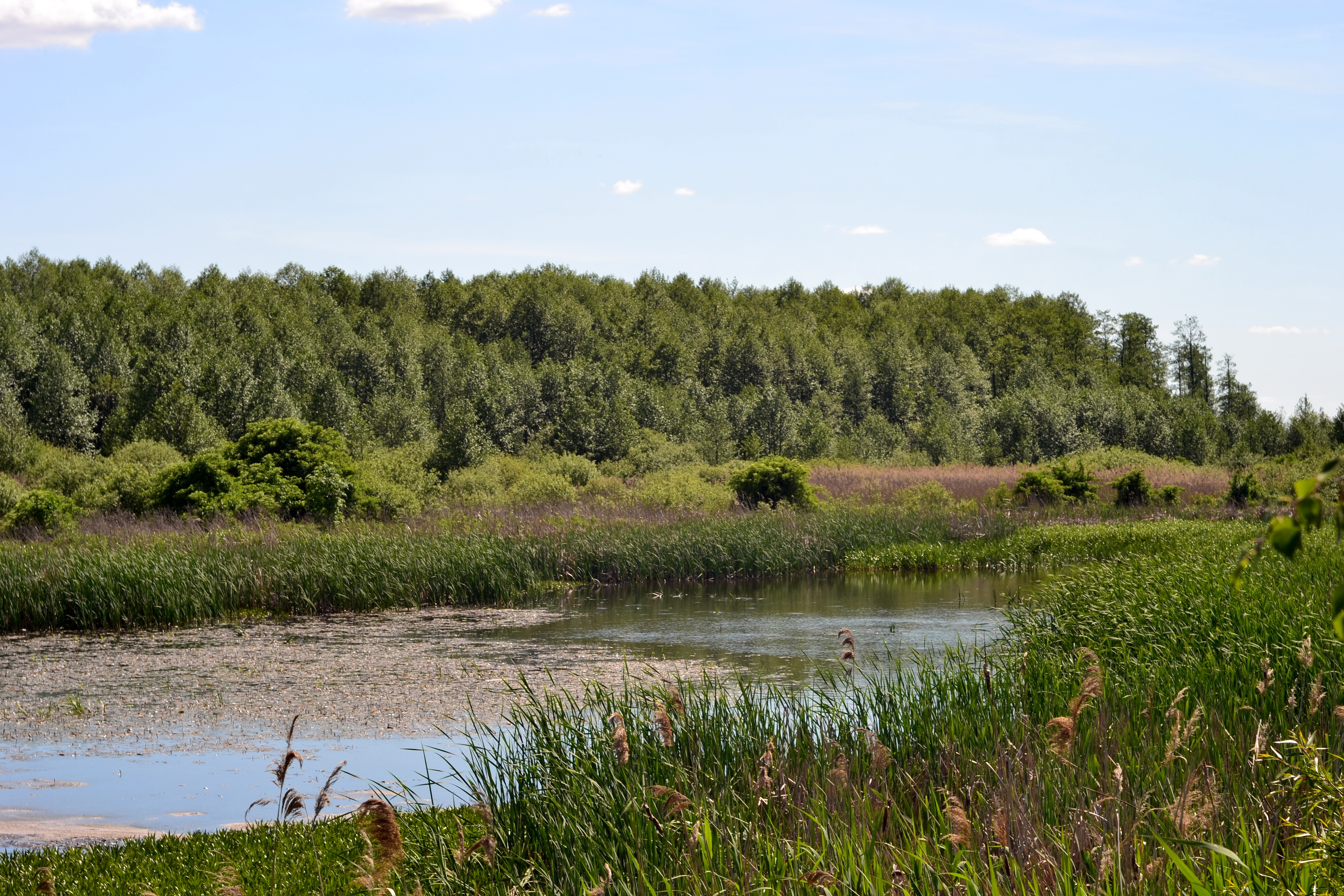